# Iveland
Iveland es un municipio situado en la provincia de Agder, Noruega. Tiene una población estimada, a inicios de 2022, de 1323 habitantes.